# Ardo Arusaar
Ardo Arusaar (ur. 24 czerwca 1988) – estoński zapaśnik walczący w stylu klasycznym. Dwukrotny olimpijczyk. Zajął ósme miejsce w Londynie 2012 w wadze 96 kg i szesnaste w Rio de Janeiro 2016 w kategorii 98 kg.
Ósmy na mistrzostwach świata w 2014. Dziewiąty na mistrzostwach Europy w 2017. Ósmy na igrzyskach europejskich w 2015. Zdobył dwa medale na mistrzostwach nordyckich; złoty w 2016 i srebrny w 2011. Trzeci na ME juniorów w 2008
 roku.